# Bruce Dickson
Robert Bruce (Bruce) Dickson  (Edmonton, 22 april 1931 – Colorado, 1 december 2023) was een Canadees ijshockeyer. 
Dickson was met zijn ploeg de Edmonton Mercurys de Canadese vertegenwoordiging tijdens de  Olympische Winterspelen 1952 in Oslo, Dikson was het jongste lid van de olympische gouden ploeg en speelde mee in alle acht de wedstrijden en maakte in deze wedstrijden zeven wedstrijden.
Dickson overleed op 92-jarige leeftijd op 1 december 2023.